# Cristóbal Gómez de Sandoval-Rojas
Don Cristóbal Gómez de Sandoval-Rojas y de la Cerda, VI markiz Denia, II markiz Cea i I książę Uceda (ur. 12 kwietnia 1577 w Alcalá de Henares, zm. 31 maja 1624 tamże), kawaler Zakonu Santiago, hiszpański polityk. Zastąpił swego ojca księcia Lerma, jako valido Filipa III.

## Życiorys
Cristóbal Gómez de Sandoval był synem Francisco Goméza de Sandoval y Rojas, I księcia Lerma i Cataliny de la Cerda, ochmistrzyni królowej Małgorzaty Austriaczki.
W 1597 r. ożenił się z Marianą de Padilla Manrique, a w 1609 r. zakupił miasto Uceda w prowincji Guadalajara w Starej Kastylii i 16 kwietnia 1610 otrzymał od króla tytuł księcia Uceda.
Dzięki poparciu ojca zrobił karierę na dworze, co nie przeszkodziło mu zjednoczyć się z jego wrogami przeciwko niemu. Pozyskał sobie przyjaźń spowiednika królewskiego brata Aliagi oraz faworyta infanta Filipa, hrabiego Olivaresa i za ich pośrednictwem zdołał wpłynąć na króla, by odsunął księcia Lerma od siebie i zezwolił mu na opuszczenie dworu. Lerma, niezwykle niepopularny z powodu szerzącej się korupcji, kupowania urzędów oraz problemów finansowych państwa, został zdymisjonowany w 1618 r.

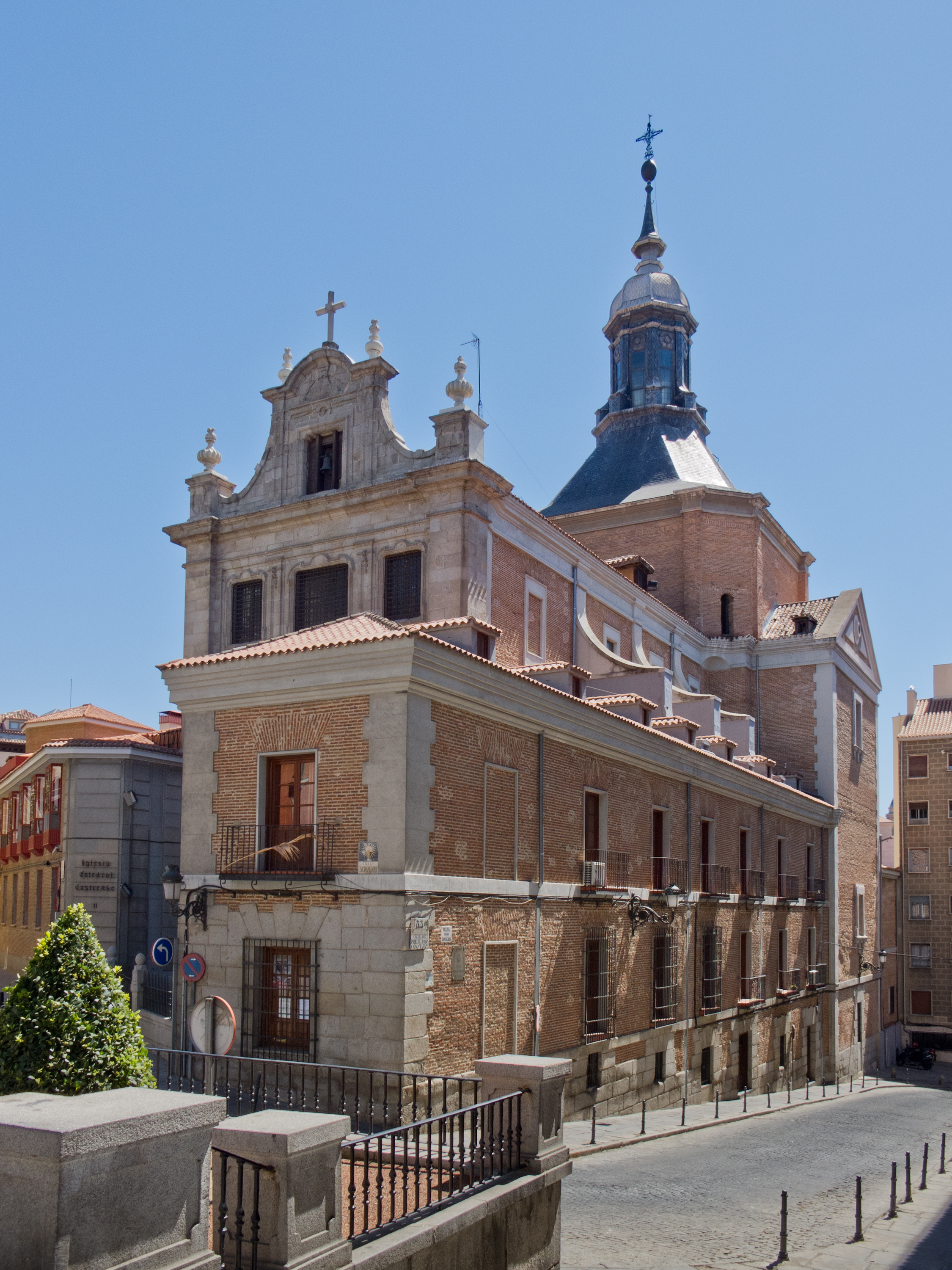
Kościół Najświętszego Sakramentu w Madrycie, ufundowany przez księcia wraz z klasztorem w 1615 r.

Książę Uceda zastąpił ojca na zajmowanych przez niego urzędach, jednakże jego obowiązki zostały w znacznym stopniu zredukowane i nie miał on tak wielkiego wpływu na politykę jak jego poprzednik. Stosownie do wytycznych zarządzenia z 17 listopada 1618 r., skierowanego do Rady Państwa (Consejo de Estado) zniesiono upoważnienie do pełnienia funkcji koordynacyjnych w radzie przez nowego valido oraz uwolniono ten kolegialny organ od obowiązku informowania o wszystkim pierwszego ministra.
W czasie rządów Ucedy nie podjęto próby reformy finansów imperium, zaś faworyt skupiał się głównie na zbieraniu korzyści z zajmowanego stanowiska, obdarowywaniem nowymi beneficjami swych stronników i budowaniem silnej koterii. Jego rządy ukierunkowane były na dalsze umocnienie pozycji szlachty ziemskiej. W zakresie polityki zewnętrznej skierował wojska hiszpańskie (tercios) do zduszenia rebelii w Czechach oraz dążył do pełnej aneksji Portugalii. Lizbona cieszyła się pewnym zakresem swobody związanym z nieudanymi próbami przeniesienia aparatu administracyjnego kolonii portugalskich (Estado da India) do Madrytu oraz dzięki sprawnej polityce gospodarczej, opartej głównie na handlu z koloniami i faktoriami portugalskimi w Indiach Wschodnich.
Po śmierci Filipa III Uceda został odsunięty od władzy przez faworyta nowego monarchy hrabiego Olivaresa. Pozostawał w odosobnieniu, bez możności porozumienia się z kimkolwiek, na zamku w Torrejón de Velasco w pobliżu Madrytu. Nałożono na niego również bardzo ciężką grzywnę w wysokości 20 000 dukatów za bezprawne przywłaszczenia. Później uzyskał królewskie ułaskawienie i starał się o posadę wicekróla Katalonii. Został jednakże ponownie uwięziony, tym razem w więzieniu w Alcalá de Henares, gdzie też zmarł.

## Życie prywatne
Uceda poślubił w 1597 r. Marianę de Padilla Manrique, córkę Martína de Padilla Manrique, I hrabiego de Santa Gadea i Adelantado Mayor Kastylii oraz Luisy Manrique de Lara, VIII hrabiny Buendía. Mieli siedmioro dzieci, lecz tylko trójka dożyła wieku dorosłego:
- Francisco Gómez de Sandoval-Rojas y Padilla, II książę Lerma i II książę Uceda, 
  - poślubił Felisę Enríquez de Cabrera, córkę Luisa III Enríquez de Cabrera, IV księcia Medina del Río Seco
  - poślubił Vittorię Colonna, córkę don Marcantonio Colonna, księcia Tagliacozzo

- Luisa Gómez de Sandoval-Rojas y Padilla (zm. 1664)
  - poślubiła Juana Alonso Enríquez de Cabrera, IX admirała Kastylii i księcia Medina del Río Seco, wicekróla Neapolu i Sycylii

- Isabel Gómez de Sandoval-Rojas y Padilla (zm. 23 września 1658 w Madrycie)
  - poślubiła Juana Téllez Girón Enríquez de Ribera, IV księcia Osuna, markiza Peñafiel i hrabiego Ureña, Camarero mayor del Rey, wicekróla i kapitana generalnego Sycylii.

## Pałac księcia Uceda

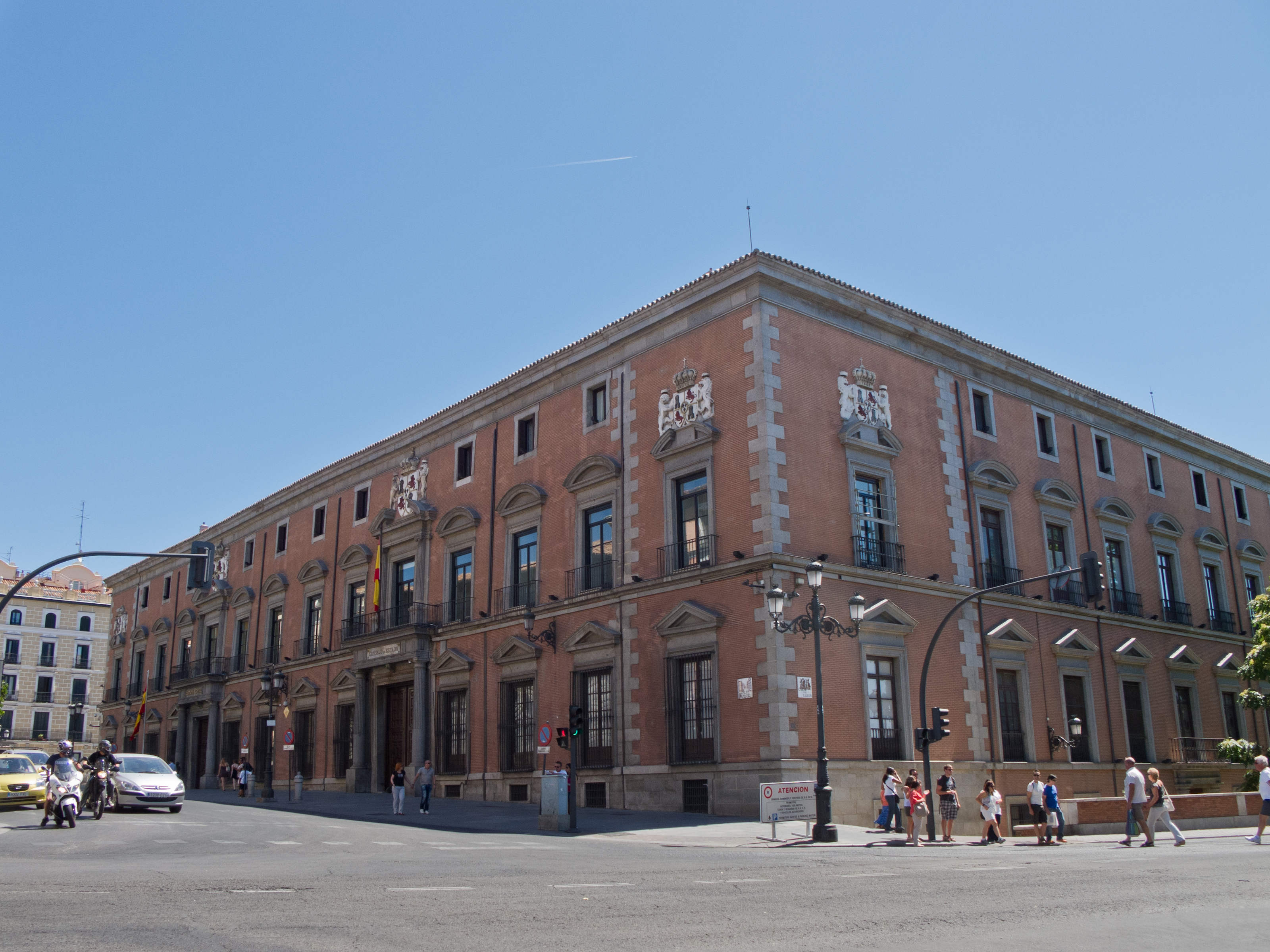
Pałac księcia Uceda w Madrycie

Jednym z najwspanialszych osiągnięć artystycznych rządów księcia Uceda była budowa jego siedziby w Madrycie. Projekt pałacu sporządził wybitny hiszpański architekt z kręgu Herrery Francisco de Mora, pracami zaś kierował Alonso de Trujillo. Budowę rozpoczęto w 1608 a ukończono w 1613 r. W konstrukcji pałacu miał również swój udział do roku 1611, siostrzeniec Francisca de Mora, Juan Gómez de Mora. Pałac jest pięknym przykładem hiszpańskiej architektury pałacowej epoki Habsburgów z dwoma dziedzińcami. Został zbudowany na wzór Starego Alkazaru w Madrycie, lecz ma pewne cechy obronne. Ozdobę fasady stanowią herby rodziny Sandoval podtrzymywane przez wspięte lwy.
Po upadku księcia Uceda w 1621 r. jego rezydencja została zarekwirowana i zaadaptowana na siedzibę królewską. Był ulubioną rezydencją królowej Marianny Austriaczki, która zmarła tutaj w 1696 r. Jej portret w stroju mniszki karmelitanki zachował się w pałacu.
W 1717 r. przeniesiono tu ze Starego Alkazaru wszystkie biura administracji i rad państwowych. Od tej pory pałac nazywany jest Palacio de los Consejos (Pałac Rad). Obecnie pałac jest siedzibą Rady Państwa (Consejo de Estado) i Kapitanii Generalnej (Capitanía General).